# Mathieu Ngirumpatse
Mathieu Ngirumpatse (né en 1939) est un homme politique rwandais, ancien président du MRND. 

## Biographie

### Enfance, éducation et débuts
Mathieu Ngirumpatse est né en 1939.

### Carrière
Mathieu Ngirumpatse est un homme politique rwandais, ancien président du MRND. En l'espace de trois mois, en 1994, environ 800 000 Tutsis et Hutus modérés ont été tués dans ce que le Tribunal pénal international pour le Rwanda (TPIR) a qualifié d'« entreprise criminelle commune » visant à exterminer les Tutsis. 
Ngirumpatse a été condamné à la prison à vie le 21 décembre 2011 pour son rôle dans le génocide.